# Thomas Pride
Thomas Pride (... – Nonesuch House  (Surrey), 23 ottobre 1658) è stato un militare inglese che combatté nella Guerra civile inglese (1642-1651) nel New Model Army, inizialmente con il grado di capitano, sotto il comando del conte di Essex e, divenuto colonnello nel 1645, fu al comando di un reggimento nella battaglia di Naseby (Northamptonshire), che vide la vittoria dei parlamentari (giugno 1645). Si distinse nella battaglia di Preston e il 6 dicembre 1648 fu protagonista dell'episodio noto come la Purga di Pride.

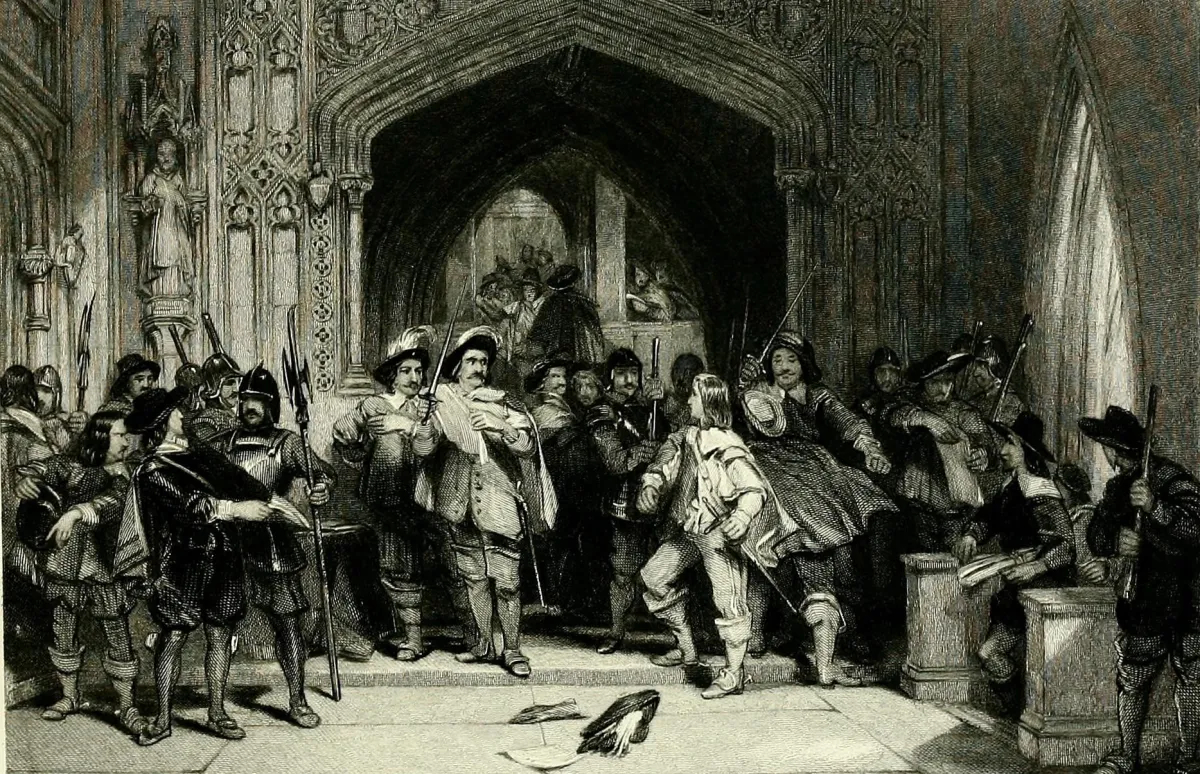
Il colonnello Thomas Pride rifiuta di lasciar entrare nel Lungo Parlamento i membri presbiteriani

Poiché 5 dicembre 1648 si profilava un accordo tra i presbiteriani presenti nel Parlamento e il re Carlo I per un nuovo assetto istituzionale monarchico, il giorno dopo Thomas Pride, dopo aver presidiato la città di Londra con il suo reggimento, si presentò in cima alle scale che portavano al Parlamento occupandone le entrate con i suoi soldati, per impedire l'accesso o arrestare i deputati moderati, elencati in una lista d'esclusione.
L'operazione "Purga di Pride" proseguì nei giorni seguenti fino al 12 dicembre. Da allora furono imprigionati 45 membri, di cui 25 vennero rilasciati prima di Natale. Si giunse probabilmente all'epurazione di 130 deputati presbiteriani e a una complessiva riduzione dei parlamentari ad una sessantina.
Nacque così il "parlamento tronco" (Rump Parliament) che bloccò gli accordi tra i moderati e il re (il quale, fu sottoposto a giudizio e riconosciuto colpevole di alto tradimento e condannato a morte). La firma di Pride, che fu uno dei giudici del re, compare nella sentenza.
Pride proseguì la sua carriera militare al comando di una brigata di fanteria sotto Oliver Cromwell alla battaglia di Dunbar (1650) e alla battaglia di Worcester (1651) mentre la sua partecipazione alla vita politica si arrestò dopo la proclamazione del Commonwealth.
Pride, nominato cavaliere nel 1656 da Cromwell, si oppose alla proposta di conferirgli la dignità regale (1657) e si ritirò a vita privata a Nonsuch Palace, una proprietà che aveva acquistato nel Surrey, dove era stato nominato sceriffo (sheriff) nel 1655.
Dopo la morte di Pride nel 1658, la Restaurazione del 1660 ordinò che il suo corpo fosse esumato e appeso alla forca a Tyburn insieme a quelli di Cromwell, Henry Ireton e John Bradshaw. La sentenza non fu poi eseguita probabilmente perché il suo corpo era troppo corrotto. I restauratori monarchici tentarono allora di appendere il figlio di Pride, Joseph, anche lui ex combattente del New Model Army, che riuscì a stento a fuggire.